# Relations entre la France et le Salvador
Les relations entre la France et le Salvador font référence aux relations actuelles et historiques (en) entre la République du Salvador et la République française. Les deux nations sont membres des Nations unies.

## Histoire
En 1841, le Salvador a obtenu son indépendance après la dissolution de la République fédérale d'Amérique centrale. Le 2 janvier 1858, le Salvador et la France ont établi des relations diplomatiques avec la signature d'un Traité d'amitié, de commerce et de navigation. Peu de temps après, quelques Français ont émigré au Salvador. En 1943, l'auteur français Antoine de Saint-Exupéry publie Le Petit Prince. Dans le livre, la rose bienveillante mais pétulante et vaniteuse du Prince a été inspirée par l'épouse salvadorienne de Saint-Exupéry, Consuelo de Saint Exupéry, la petite planète natale du Prince étant inspirée du Salvador.
En 1981, pendant la guerre civile salvadorienne, la France (avec le Mexique) a reconnu que les rebelles salvadoriens (FMLN) représentaient une certaine partie de la population et que, par conséquent, ils avaient le droit de participer à une solution politique à la guerre civile. C'était la première fois que deux gouvernements, sans rompre les relations diplomatiques avec la junte du Salvador, reconnaissaient formellement l'existence d'une force d'opposition légitime qui devait participer à une quelconque solution à la crise. La paix a été établie entre le FMLN et le gouvernement salvadorien avec la signature des accords de paix de Chapultepec en 1992. En 2012, la France a commémoré le 20e anniversaire de la signature de ces accords de paix à Paris en présence du ministre salvadorien des Affaires étrangères, Hugo Martínez,.
Les deux nations entretiennent un dialogue étroit sur l'intégration régionale de l'Amérique centrale, la sécurité démocratique, la bonne gouvernance, l'état de droit, ainsi que l'aide au développement entre autres. En octobre 2013, les deux pays ont célébré 155 ans de relations diplomatiques. En avril 2016, l'envoyé français, Jean-Pierre Bel, a effectué une visite au Salvador et a rencontré le président Salvador Sánchez Cerén. En octobre 2016, le ministre salvadorien des Affaires étrangères, Hugo Martínez, a effectué une deuxième visite en France où il a signé un accord concernant les deux pays ayant pour but de faciliter les opérations de financement de Proparco, filiale de l'Agence française de développement (AFD), au Salvador.

## Coopération culturelle et éducative

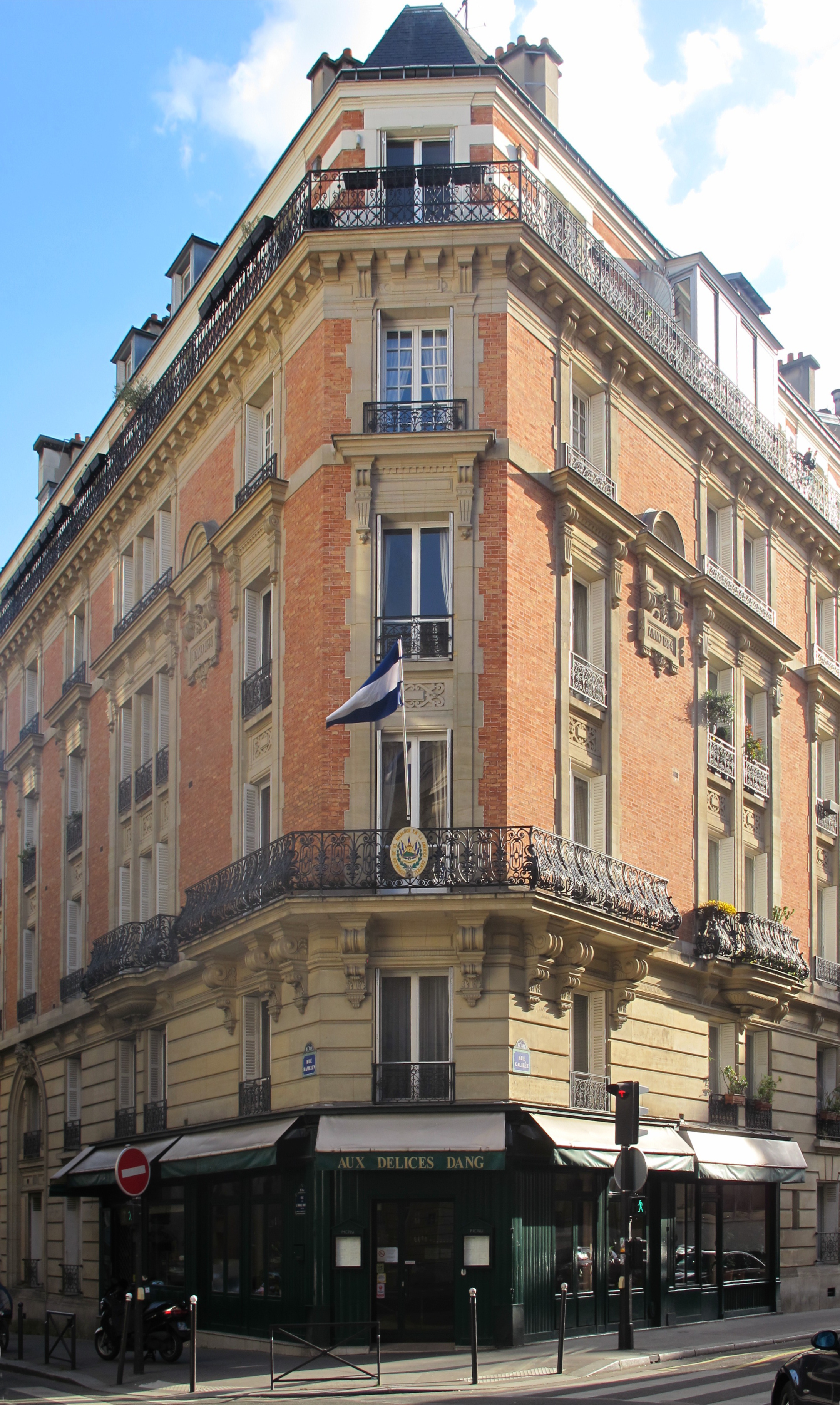
Ambassade du Salvador à Paris.

La coopération bilatérale entre les deux nations est principalement consacrée à la promotion de la langue française, aux échanges culturels et à la formation universitaire au Salvador. Le gouvernement français soutient le Lycée français de San Salvador (également connu sous le nom de Lycée Consuelo et Antoine de Saint-Exupéry), qui compte plus de 1 300 élèves. De plus, il existe une Alliance française à San Salvador qui garantit la formation des enseignants francophones.
En juin 2017, les deux pays ont signé un accord-cadre de coopération culturelle, universitaire, scientifique et technique. En mars 2018, les deux pays ont également signé un accord pour la reconnaissance mutuelle des diplômes obtenus dans les différents établissements. En 2019, 230 étudiants salvadoriens poursuivaient des études supérieures en France. Les Salvadoriens constituent la plus grande majorité d'étudiants d'Amérique centrale en France.

## Ambassades
- Le Salvador a une ambassade à Paris[7].
- La France a une ambassade à San Salvador[8].